# Plewnik Drugi
Plewnik Drugi [pronunciación en polaco: /ˈplɛvnik ˈdruɡi/] es un pueblo ubicado en el distrito administrativo de Gmina Wartkowice, dentro del distrito de Poddębice, voivodato de Łódź, en Polonia central. Se encuentra aproximadamente a 6 kilómetros al sureste de Wartkowice, a 8 kilómetros al noreste de Poddębice, y a 34 kilómetros al noroeste de la capital regional Łódź.
El pueblo tiene una población de 100 habitantes.